# Pucoy
Pucoys (auch Puko) sind experimentelle Kreuzungen von Pudelrüden (männliches Tier) und Kojotenfähen (weibliches Tier), also von Caniden zweier Arten. Mit Kojotenvater und Pudelmutter werden sie auch als Kopu bezeichnet.
Kreuzungen wurden ab den 1960er Jahren unter Leitung von Wolf Herre am Institut für Haustierkunde der Universität Kiel durchgeführt und untersucht. Die Verpaarungen waren nur möglich, indem die Tiere allein aufgezogen wurden, andernfalls wichen sie einander aus.
Die Nachkommen waren nur begrenzt fruchtbar.
Verpaarungen von Kojotenrüden mit Pudelweibchen wurden in Kanada durchgeführt. Sie sind schwieriger zu erreichen, da die Kojotenrüden zunächst mit der Hitze der Hündin nichts anzufangen wissen, wogegen Pudelrüden ständig deckbereit sind. Später gelangen entsprechende Kreuzungen auch in Kiel.
Verpaarungen von Haushunden und Kojoten kommen auch unter natürlichen Bedingungen vor, wenn Kojoten in menschliche Siedlungen vordringen. (Es kommt auch vor, dass Haushunde von Kojoten getötet werden.) Die Nachkommen werden Coy Dogs genannt. Dorit Feddersen-Petersen schreibt in Hundepsychologie, dass Coy Dogs die Kojotenbestände nicht gefährden würden, da sie der Kojotenpopulation gegenüber im Nachteil und weniger anpassungsfähig wären.